# Bonifacius Amerbach

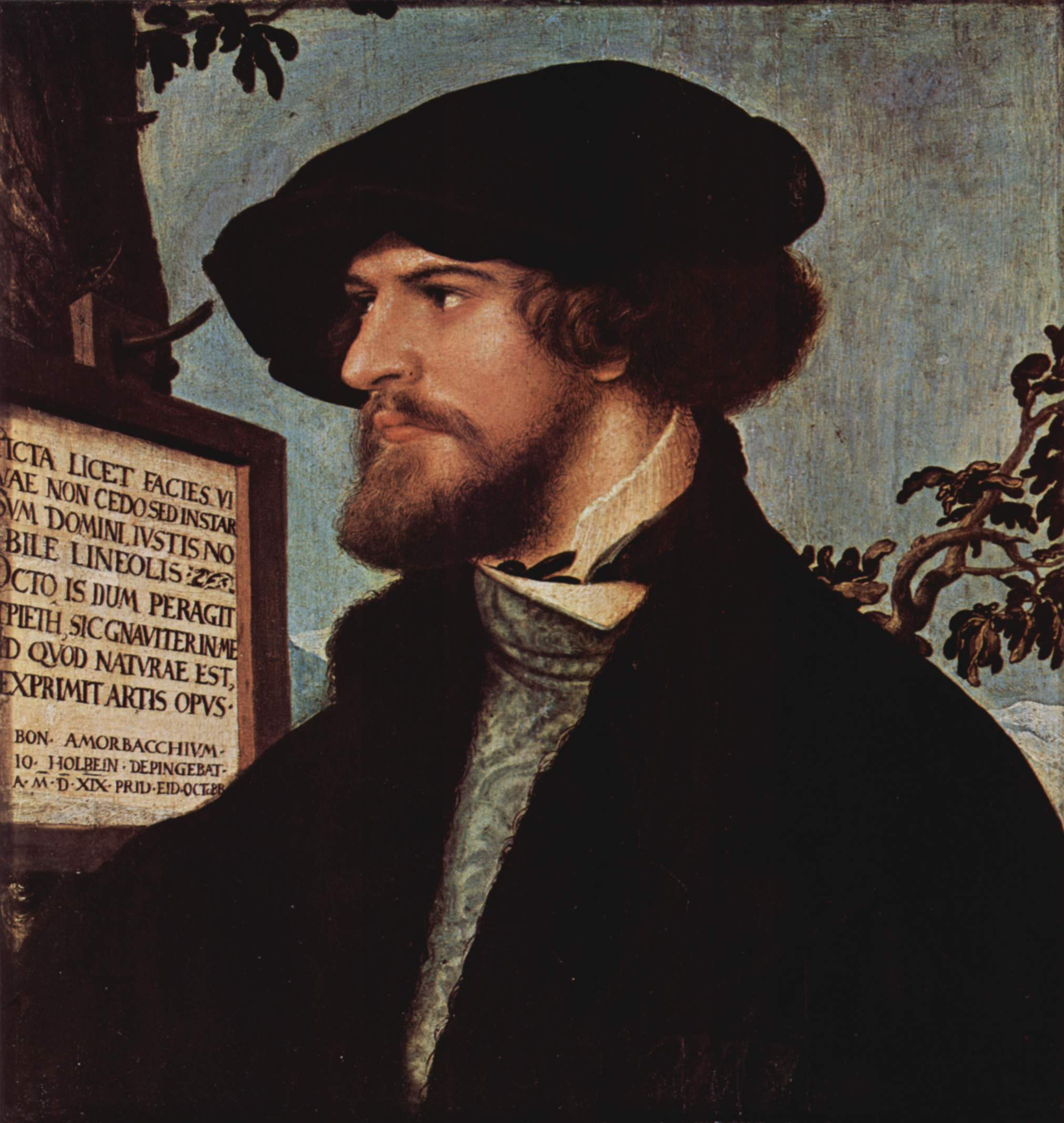
Bildnis des Bonifacius Amerbach. Hans Holbein der Jüngere (1519)

Bonifacius Amerbach (* 11. Oktober 1495 in Basel; † 24. oder 25. April 1562 ebenda) war ein Schweizer Jurist, Humanist, Professor und Komponist. In seinem rechtsphilosophischen Denken, das die humanistische Rechtsauffassung mitbegründete, rezipierte er die ethischen Vorstellungen der Antike, insbesondere das römische Recht. Sein differenziertes Verständnis war ein Vorbild für die Entwicklung der modernen Naturrechtslehre. Die Neuzeit betrachtet ihn als geistigen Erben Erasmus’ von Rotterdam.

## Leben
Amerbach entstammte der Basler Amerbach-Familie von humanistisch gebildeten Druckern und Juristen. Er war der dritte Sohn des aus Amorbach eingewanderten Johannes Welcker, genannt Amerbach, und der Barbara Ortenberg, der Tochter eines Basler Ratsherrn. Ob er bereits Orgelunterricht vor dem Besuch der Lateinschule Schlettstadt erhalten hatte, ist nicht gesichert. Er kannte allerdings den Organisten und Orgelbauer Hans Tugi (* um 1460; † 1519). 1508 schrieb er sich an der Artistenfakultät der Universität Basel ein und hörte Musiktheorie. Daneben nahm er Musikunterricht bei dem Organisten Johannes Kotter. Daraus entstand ein Tabulaturbuch, das als Codex Amerbach zu den umfangreichsten Arbeiten des frühen 16. Jahrhunderts zählt.
Ab 1513 setzte Amerbach seine Studien an der Universität Freiburg im Breisgau fort, wo er sich der Rechtswissenschaft zuwandte. Bei Ulrich Zasius lernte er die Anfänge des praktischen Rechtsverständnisses kennen, das sich von der scholastischen Tradition abzugrenzen und das Rechtswesen zu erneuern begann. Hier stand er in freundschaftlicher Verbindung zu Sixt Dietrich und dem Organisten Hans Weck. Von 1519 bis 1525 beendete Amerbach schliesslich seine Ausbildung an der Universität Avignon, wo er Schüler von Andreas Alciatus war. Sein Studium schloss er mit einer Promotion zum Doktor beider Rechte ab.
Bereits 1525 wurde er als Professor der Rechtswissenschaft an die Universität Basel berufen und lehrte bis 1536 römisches Recht. Als sich nach der Reformation die Universität Basel in einer Krise befand, die die zeitweilige Schliessung der Hochschule bewirkte, war Amerbach einer der Initiatoren ihrer Neueröffnung. Er wurde fünfmal zum Rektor der Universität gewählt und stiftete einen Lehrstuhl für Aristotelische Ethik.
Im Jahr 1527 heiratete Amerbach Martha Fuchs, die Tochter eines Kaufmanns und Bürgermeisters von Neuenburg am Rhein. 1533 wurde ihr einziger Sohn Basilius geboren, der später ebenfalls Jurist und Humanist wurde. Von 1536 bis zu seiner Emeritierung im Jahr 1548 arbeitete er nur noch in Teilzeit an der Hochschule. Bereits 1535 war er zum Stadtsyndikus von Basel ernannt worden, im darauf folgenden Jahr wurde er  Verwalter der Stiftung des Erasmus von Rotterdam und beriet als Privatgelehrter die Studenten der Universität Basel. Als Rechtsberater stand er im Dienst mehrerer deutscher Städte und Fürsten.
Amerbach, der 1529 die Einführung der Reformation in Basel miterlebte, unterstützte die neuen Ideen zunächst nicht. Er verteidigte die katholische Transsubstantiationslehre und beteiligte sich nicht am reformierten Abendmahl. 1530 wurde er von der Basler Obrigkeit wegen seines Verhaltens angegriffen, musste aber wegen seiner gesellschaftlichen Stellung als Rektor nicht wie viele Gleichgesinnte emigrieren. Mit Erasmus von Rotterdam verband ihn eine enge Freundschaft. Dessen kritische Haltung gegenüber den als radikal empfundenen Positionen Martin Luthers und Ulrich Zwinglis teilte und unterstützte er, seine eigene Position blieb gemässigt und vermittelnd. Den Bauernkrieg lehnte er ab, zugleich kritisierte er die kompromisslose Haltung gegenüber den Bauern und der Täuferbewegung.
Ab 1533 näherte Amerbach sich der ausgleichenden Position Martin Bucers an. Unter dessen Einfluss bekannte er sich schliesslich zur Reformation. 1534 trat er auch für das protestantische Abendmahl ein. Als Delegierter und Rechtsgutachter hatte er bereits 1533 an der Strassburger Synode teilgenommen. 1540/41 war er zum Wormser Religionsgespräch abgeordnet.

## Werk
Amerbach gilt als einer der bedeutendsten Humanisten aus dem Umfeld Erasmus’ von Rotterdam. Er war zu Lebzeiten als bedeutender Rechtsgutachter bekannt. Zwar verfasste er keine juristischen Schriften, er ist aber wegen seines umfangreichen Nachlasses eine der durch Quellen am besten dokumentierten Persönlichkeiten seiner Zeit.
Seinen musikalischen Neigungen ging er nur während seiner Studienzeit nach. Seinem humanistisch orientierten Bildungsideal folgend, wandte er sich eher der praktischen Musikausübung zu als der zu seiner Zeit spekulativ verstandenen Theorie. Er hinterliess die zwischen 1513 und 1532 niedergeschriebenen Stücke des Codex Amerbach, der Intavolierungen und polyphone Choralbearbeitungen aller im 16. Jahrhundert gepflegten musikalischen Gattungen enthält: Präludien und Tanzsätze von Kotter, Weck und Hans Buchner, lateinische Motetten, französische Chansons und deutsche Liedsätze nach originalen Vokalwerken von Heinrich Isaac, Paul Hofhaimer, Josquin Desprez, Alexander Agricola, Dietrich, Pierre Moulu und anonymen Komponisten. Dazu kommen vereinzelte Liedsätze aus der Jugendzeit, u. a. 1510 entstandene Liedsätze nach Isaac und Ludwig Senfl, einige 1520/21 in Avignon verfasste Lautentabulaturen sowie zahlreiche Werke für Orgel und Clavichord.
Amerbach unterhielt in seinem Kleinbasler Haus eine Sammlung, die Noten und Musikinstrumente, Kunstgegenstände und eine Bibliothek enthielt; sie befindet sich zusammen mit dem Erasmus-Nachlass seit seinem Tod im so genannten Amerbach-Kabinett, das sein Sohn Basilius begründet hatte und das nach einem langen Rechtsstreit 1662 von der Stadt Basel und der Universitätsbibliothek erworben wurde.
Seine Korrespondenz, die zu den aufschlussreichsten Zeitdokumenten der Reformationsepoche gehört, wurde zwischen 1942 und 1995 veröffentlicht. Sie umfasst deutsche, französische und italienische, lateinische und altgriechische Briefe, die als wichtige Quelle zur Personen- und Rechtsgeschichte des 16. Jahrhunderts sowie für die Entwicklung des Humanismus, der Reformation und des Bildungswesens dienen.

## Schriften
- Hans Joachim Marx: Die Tabulaturen aus dem Besitz des Basler Humanisten Bonifacius Amerbach. In: Tabulaturen des XVI. Jahrhunderts. Bärenreiter, Basel 1967 (Faksimileausgabe; Schweizerische Musikdenkmäler VI.).